# Storena juvenca
Storena juvenca là một loài nhện trong họ Zodariidae.
Loài này thuộc chi Storena. Storena juvenca được Workman miêu tả năm 1896.